# История на комунизма
Историята на комунизма обхваща голям набор от идеологии и политически движения, както и основните принципи на богатството, икономиката и собствеността. С най-модерните форми на комунизма се свързва макрсизмът, теория, разработена от Карл Маркс и Фридрих Енгелс през XIX век.

## Древна история
Има сведения, че комунизмът съществува много преди ерата на Карл Маркс. Според самия Маркс обществата на ловците събирачи, открити през епохата на палеолита, както и аграрните общества през епохата на халколита, са били егалитарни и съответно той определя техните идеологии като първобитно комунистически. Един от първите хора, вярвали в първобитния комунизъм, е философът Луций Аней Сенека, който заявава: „Колко щастлива е била първобитната епоха, когато богатствата на природата са били общи... Те са притежавали цялата природа общо, което им е осигурявало сигурно владение на общественото богатство“.
Други сведения за съществуването на комунизма идват както от Древна Гърция, така и от Иран.

## Преди епохата на Маркс и Енгелс
През епохата на Ренесанса се появяват книгите на Томас Мор (1478 – 1535) – „Утопия“ (1516) и на Томазо Кампанела (1568 – 1639) – „Градът на Слънцето“, където комунизмът вече не се нуждае от религиозна обвивка. Жан-Жак Русо обявява частната собственост за причина за социалното неравенство.
Особено по времето на Френската революция комунизмът започва да се развива все повече и повече. Франсоа Бабьоф се обявява за „комунитарно общество“ под лозунга „Плодовете са на всички, земята – на никого“.

## Съвременна история
| „          | Комунистите смятат за недостойно да крият своите възгледи и намерения. Те открито заявяват, че техните цели могат да бъдат достигнати само чрез насилствено събаряне на целия досегашен обществен строй. | “ |
| Карл Маркс | |   |

### След Маркс и Енгелс до ВСВ
След избухването на Октомврийската революция на власт в Русия идва Владимир Ленин. Неговите идеи стават основа на концепцията ленинизъм. Скоро след това е образуван СССР. Тя е първата комунистическа държава в света.

### След Втората световна война
След края на Втората световна война СССР налага своята доминация над Източна Европа. Това е периодът, в който комунизмът намира своя пик. Освен Източния блок (разпаднал се през 1991) са основани Китайската народна република и Северна Корея, които и до днес продължават да бъдат едни от няколкото комунистически държави в света.

## Известни комунистически лидери
Известни комунистически лидери включват: Тодор Живков, Фидел Кастро, Николае Чаушеску, Густав Хусак, Янош Кадар, Ким Ир Сен.